# Julio Cejador y Frauca
Julio Cejador y Frauca (Zaragoza, 7 de enero de 1864-Madrid, 1 de enero de 1927) fue un filólogo, crítico literario, historiador de la literatura española, lexicógrafo, epigrafista, helenista, orientalista y cervantista español.

## Biografía
Hijo de Pascual Cejador y Lozano, perito agrónomo nacido en Ateca, y Ana Frauca Belanzua, nacida en Tudela, que murieron siendo él aún un niño. Al fallecimiento de sus padres pasó a residir en Ateca, pueblo del padre, y después a Tudela, para acabar finalmente, tras un breve paso por casa de una tía en Calatayud, estudiando bachillerato en Castel-Ruiz. Sus abuelos lo enviaron a continuación al colegio de los Hermanos de la Doctrina Cristiana, Saint-Bernard de Bayona, para que hiciera en Francia la carrera de comercio. Pero allí le nació la vocación religiosa y regresó a España para entrar, a los dieciséis años en el noviciado de Loyola de la Compañía de Jesús, encargándose más tarde de la cátedra de hebreo de la Universidad de Deusto; allí trabó amistad con Julio de Urquijo. De esta época nace su afición al estudio de la lengua vasca, a la que tenía por lengua madre de todas las demás, sugestionado como estaba por las hipótesis de Pablo Pedro Astarloa. Durante tres años estuvo en Oriente, estudiando lenguas orientales en la universidad jesuita de Beirut, y en Palestina. Alcanzó a saber nueve lenguas antiguas y modernas: inglés, italiano, alemán, griego, latín, sánscrito, copto, armenio, hebreo y algo de turco. Un desencuentro con el erudito padre Fidel Fita y su poco acomodo a la Compañía le hicieron pasar al clero regular, y se trasladó a Oviedo (1900). Por esa época le retrató su discípulo Ramón Pérez de Ayala en el personaje de Atienza de su novela A. M. D. G. (1910). Luego aceptó las cátedras de Escritura y Teología del Seminario Conciliar de Madrid (1902). Ocho años más tarde ganó la cátedra de latín y castellano en el Instituto de Palencia, y en 1914 la de lengua y literatura latinas de la Universidad Central, donde fue profesor de  Pedro Sainz Rodríguez, con quien mantuvo una estrecha amistad, Eugenio Asensio (profesor auxiliar de esta cátedra), Ernesto Giménez Caballero, Eulalia Galvarriato y Jimena Menéndez-Pidal, entre otros, a los que siempre ayudó cuanto pudo. Colaboró en la prensa, en especial en El Imparcial y La España Moderna, siempre sobre cuestiones filológicas. Y en El Eco del Distrito en 1918, bisemanal independiente de Tudela (Navarra). También hizo sus incursiones en la novela, pero con peor fortuna.
De erudición extensísima, formada en la metodología histórica del comparatismo, su labor crítica fue muy abundante, aunque a menudo incompleta, precipitada y dispersa, por lo cual recibió censuras de otros eruditos, como Luis Astrana Marín, Julio Casares y el polígrafo peruano Marqués de Montealegre de Aulestia. El periodista Roberto Castrovido le achaca «falta de método» y comenta sobre él que «tanto escribió, que no hay quien tenga paciencia de leerle».
Destacó en el terreno de la filología comparada, afirmando que el euskera fue la lengua primitiva. Fue un gran fraseólogo, lexicógrafo y lexicólogo, y publicó grandes compilaciones de fraseología y léxico medieval y áureo. También elaboró ediciones anotadas del arcipreste de Hita, Lazarillo de Tormes, La Celestina, Mateo Alemán, Los sueños de Quevedo, El Criticón de Baltasar Gracián y otros clásicos. Entre sus obras más conocidas figuran el Tesoro de la lengua castellana (1908-1914), La lengua de Cervantes (1905-1906) en dos vols. y la extensa Historia de la lengua y literatura castellana (1915-1922) en catorce volúmenes, que todavía hoy a veces es necesario consultar por su impresionante y ordenada compilación de datos biobibliográficos.

## Obras

### Filología
- Cabos sueltos. Literatura y Lingüística, Madrid, 1907.
- Diccionario etimológico-analítico latino-castellano. Madrid: Sucesores de Rivadeneyra, 1926.
- El lenguaje (Salamanca, 1901), 6 vols.
- Embriogenia del lenguaje: su estructura y formación primitivas, sacadas del estudio comparativo de los elementos demostrativos de las lenguas (Madrid, 1904).
- Epistolario de escritores hispanoamericanos, 2 vols.
- Epítome de literatura latina
- Fraseología o estilística castellana, 1921.
- Gramática griega, Barcelona, 1900 (segunda edición ampliada, Madrid, 1928).
- Gramática y Diccionario de la lengua castellana en el Ingenioso Hidalgo don Quijote de la Mancha.
- Historia crítica de la antigua lírica popular
- Historia de la lengua y literatura castellana (1915-1922), Madrid: Tipografía de la Revista de Archivos, Bibliotecas y Museos, 1915-1922, 14 vols. Hubo una segunda edición en Madrid: Imprenta Radio, 1922-1927, 15 vols. Se hizo después una reimpresión (Madrid: Editorial Hernando, 1932) sobre la que se hizo la facsímil de Madrid: Gredos, 1972, en 7 vols.
  - I: Desde los orígenes hasta Carlos V, 1915.
  - II: Época de Carlos V, 1915.
  - III: Época de Felipe II, 1916.
  - IV: Época de Felipe III, 1916.
  - V: Época de Felipe IV o de Lope y Calderón, 1916.
  - VI: Época del siglo XVII: 1701-1829. Comprendidos los autores Hispano-Americanos, 1917.
  - VII: Época romántica: 1830-49. Comprendidos los autores Hispano-Americanos, 1917.
  - VIII: Primer período de la época realista. Comprendidos los autores Hispano-Americanos.
  - IX: Segundo período de la época realista: 1870-87. Comprendidos los autores Hispano-Americanos, 1918.
  - X: Época regional y modernista: 1888-1907 (Primera Parte). Comprendidos los autores Hispano-Americanos, 1919.
  - XI: Época regional y modernista: 1888-1907 (Segunda Parte). Comprendidos los autores Hispanos Americanos.
  - XII: Época regional y modernista: 1888-1907 (Última Parte). Comprendidos los autores Hispano-Americanos.
  - XIII: Época contemporánea: 1908-1920 (Primera Parte). Comprendidos los autores Hispano-Americanos, 1920.
  - XIV: Época contemporánea: 1908-1920 (Fin y Apéndice). Comprendidos los autores Hispano-Americanos, 1920.
- Ibérica I. Alfabeto e inscripciones ibéricas (1926).
- Ibérica II (1928).
- Introducción a la ciencia del lenguaje, 1911.
- La lengua de Cervantes (1905-1906), 2 vols.
- La verdadera poesía castellana. Floresta de la antigua lírica popular, antología de la lírica castellana, 6 vols.
- Lo que dicen las palabras.
- Los gérmenes del lenguaje. Estudio fisiológico y psicológico de las voces del lenguaje como base para la investigación de sus orígenes, Bilbao, 1902.
- Nuevo método teórico práctico para aprender la lengua latina.
- Tesoro de la lengua castellana (1908-1914), 12 vols.
- Tierra y alma de España e Iberia: alfabeto e inscripciones ibéricas.
- Toponimia hispánica.
- Vocabulario medieval castellano, 1929. Hay edición facsímil moderna.

### Narrativa
- Oro y oropel
- Trazas de amor. Novela psicológica, 1914.
- Mirando a Loyola. El alma de la Compañía de Jesús

### Traducciones
- Horacio fiel y delicadamente vuelto en lengua castellana, 1928.

### Artículos de prensa
- Cintarazos (artículos inéditos), 1927, 3 vols.
- Pasavolantes. Colección de artículos, Madrid, 1912.

### Biografía
- Recuerdos de mi vida. Madrid, Imprenta Radio, 1927.